# Daniel Marsh
Daniel Lash Marsh (West Newton, 12 aprile 1880 – 22 maggio 1968) è stato un politico statunitense.

## Biografia
Daniel L. Marsh nacque in un paese della Pennsylvania.
Fu predicatore laico metodista e studiò alla Northwestern University.
Vinse una borsa di studio alla Garrett Biblical Institute e, nel 1908, si laureò in Teologia presso l'Università di Boston. Terminati gli studi, divenne Pastore metodista impegnato nell'assistenza sociale ai poveri della città, fino a quando, nel 1925, fu chiamato all'Università di Boston. Il 30 dicembre 1925 fu eletto presidente dell'Università di Boston; rimase in carica fin alla fine del 1950 poi fu nominato Rettore a vita.
Durante la sua presidenza, risanò i due milioni di debito dell'Università e la guidò verso la stabilità finanziaria. Raccolse tutte le risorse possibili per affrontare e superare le difficoltà che si presentarono durante la Grande Depressione e la Seconda Guerra Mondiale.
Costruì il nuovo Commonwealth Avenue Campus che riuniva le scuole distribuite nella città di Boston. Incorporò nell'Università il Sargent College. Fondò la School of Social Work, la School of Nursing, la School of Public Relations (ora College of Communication) e il General College, incrementando il numero degli studenti iscritti da 9.000 a 34.000
Particolarmente importante, nella realizzazione della sua opera, fu la collaborazione costante di docenti, amministratori e studenti.